# Einstellschlitten

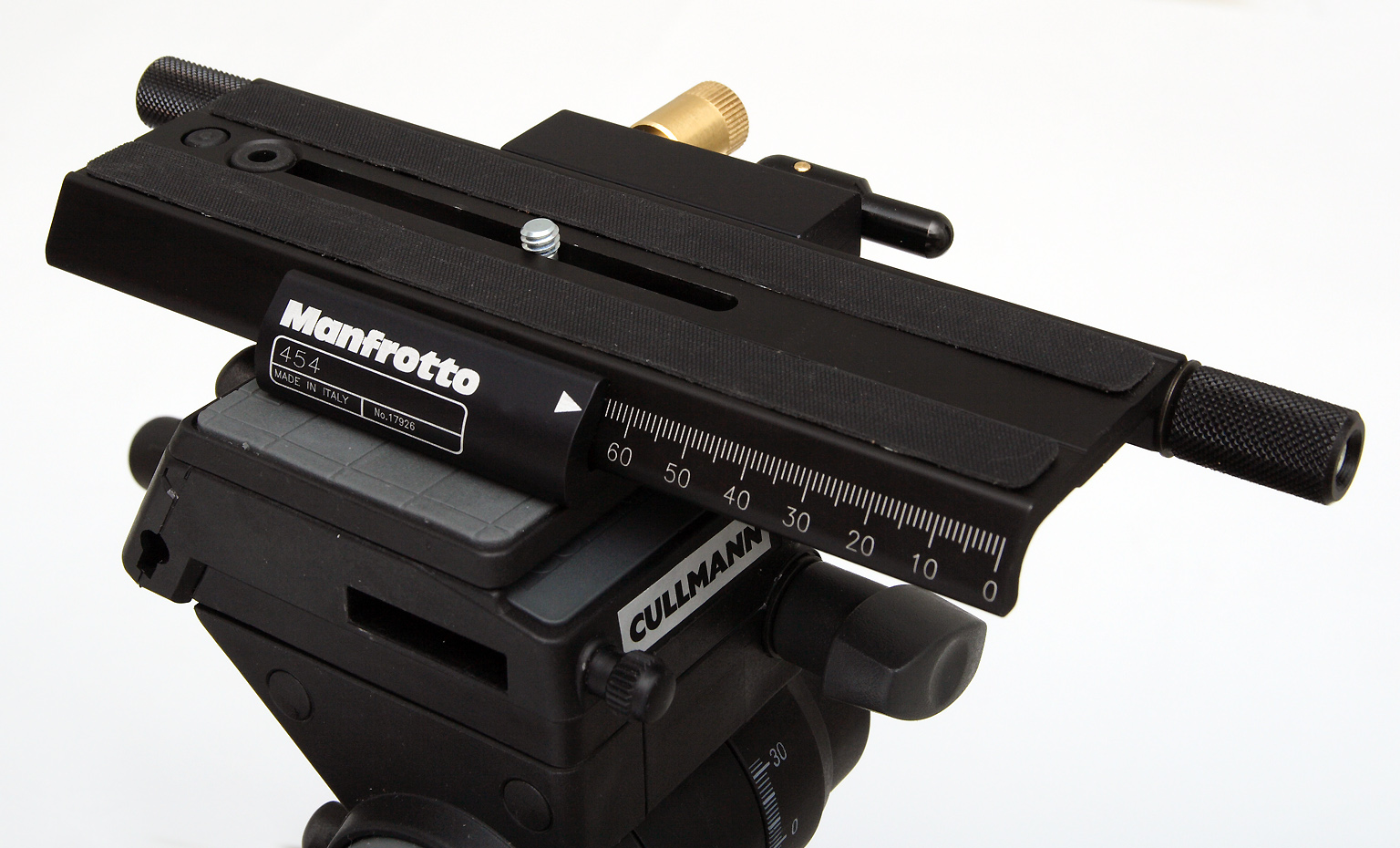
Einstellschlitten, montiert auf einem Stativkopf.

Ein Einstellschlitten wird in der Fotografie eingesetzt, wenn eine präzise Feinverstellung erforderlich ist. Die Kamera kann damit bei statischen Aufnahmen entlang der optischen Achse verschoben werden. Werden zwei Einstellschlitten im rechten Winkel zueinander montiert, dann entsteht ein Kreuzschlitten, mit dem die Kamera auch quer zur optischen Achse genau verschoben werden kann. Einsatzbereiche von Einstellschlitten sind die Makrofotografie, ggfs. in Verbindung mit Focus stacking, und die Panoramafotografie.
Der Einstellschlitten besteht aus zwei Platten, die über eine Führung und eine Einstellspindel miteinander verbunden sind. Über die Einstellspindel können die Platten gegeneinander verschoben und die Kamera im Zehntelmillimeterbereich positioniert werden. Der Verstellweg beträgt bei vielen Schlitten mehr als 100 mm, weshalb auch ein Mechanismus zur Grobverstellung vorhanden ist. Ein Einstellschlitten verfügt über ein Stativgewinde und eine Stativschraube und wird zwischen Kamera und Stativ montiert.
Einstellschlitten werden hauptsächlich in der Makrofotografie eingesetzt. Die Schärfentiefe beträgt dort im Nahbereich nur wenige Millimeter. Die präzise Positionierung der Kamera vor dem Motiv durch Bewegung des Stativs und die automatische oder manuelle Fokussierung am Objektiv sind durch den geringen Abstand zwischen Kamera-Objektiv und zu fotografierendem Motiv und die geringe Schärfentiefe nur sehr ungenau. Dieses Problem wird mittels eines Einstellschlittens gelöst, indem sowohl der Abstand zwischen Kamera und Motiv wie auch der im Bild scharf dargestellte Bereich durch Verschiebung entlang der optischen Achse festgelegt werden. Die in der Makrofotografie genutzten Balgengeräte werden deshalb oftmals bereits in einer Kombination mit einem Einstellschlitten hergestellt.

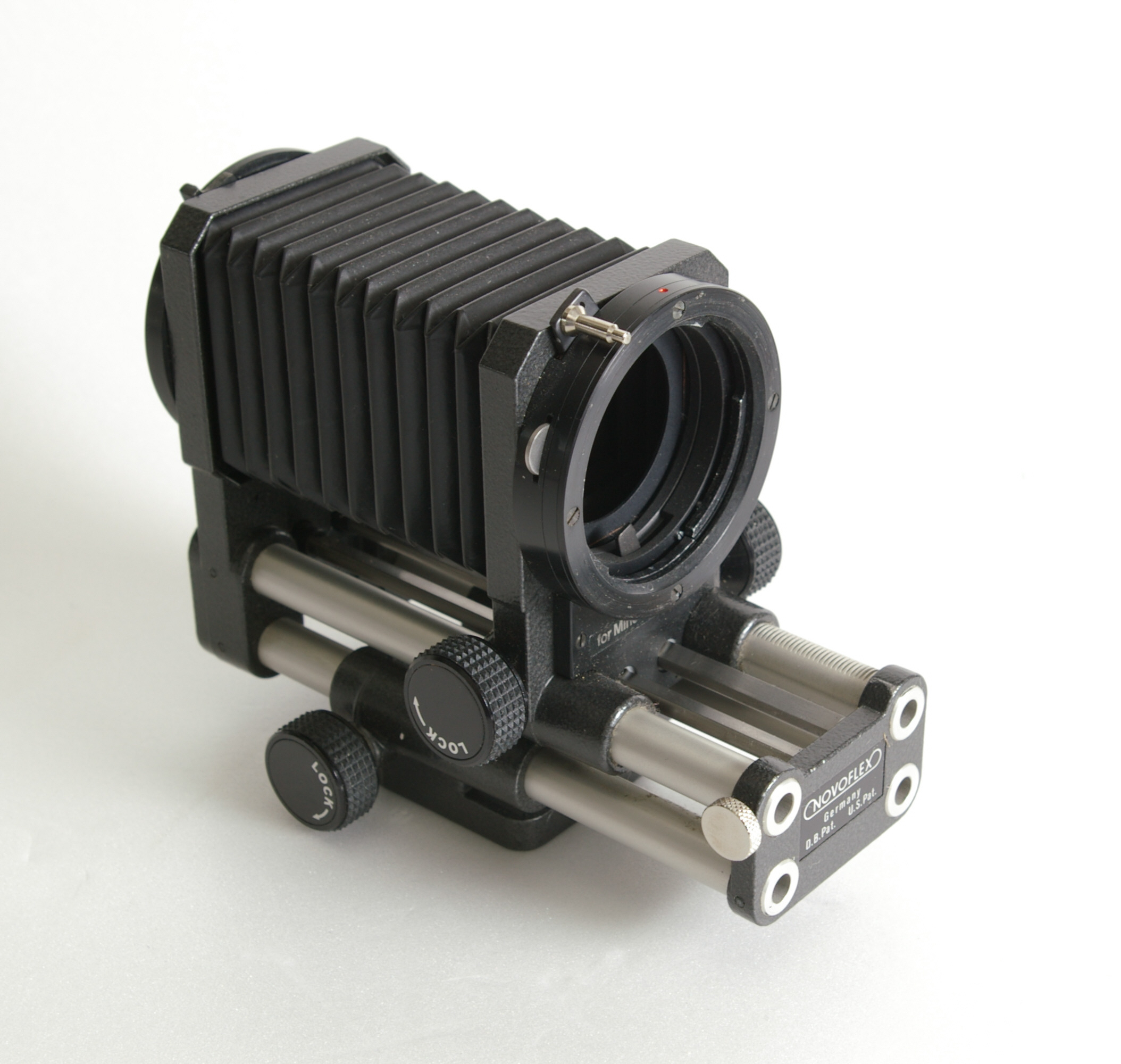
Kombination aus Balgengerät und Einstellschlitten.

Die Panoramafotografie stellt einen weiteren Einsatzbereich für Einstellschlitten dar. Um Aufnahmen ohne Parallaxefehler erstellen zu können, muss sich die Eintrittspupille des Objektivs (sehr oft falsch als Knoten- oder Nodalpunkt bezeichnet) exakt über dem Drehpunkt des Stativs befinden. Dazu ist eine Verschiebung der Kamera entlang der optischen Achse, meistens nach hinten, erforderlich, die mit einem Einstellschlitten durchgeführt werden kann.